# Логи (селище, Ленінградська область)
Логи (рос. Логи) — селище у Кінгісеппському районі Ленінградської області Російської Федерації.
Населення становить 11 осіб. Належить до муніципального утворення Вистинське сільське поселення.

## Історія
Згідно із законом від 28 жовтня 2004 року № 81-оз належить до муніципального утворення Вистинське сільське поселення.

## Населення
| 2007 | 2010 | 2017 |
| ---- | ---- | ---- |
| 14   | ↘10  | ↗11  |